# Las Vegas del Tuy (Venezuela)
Pour les articles homonymes, voir Las Vegas del Tuy et Las Vegas.
Las Vegas del Tuy est la capitale de la paroisse civile de Las Vegas del Tuy de la municipalité d'Unión de l'État de Falcón au Venezuela.